# Dicliptera frondosa
Dicliptera frondosa är en akantusväxtart som beskrevs av Antoine Laurent de Jussieu. Dicliptera frondosa ingår i släktet Dicliptera och familjen akantusväxter. Inga underarter finns listade i Catalogue of Life.